# Chystyakove
Chystyakove (tiếng Ukraina: Чистякове) là một thành phố của Ukraina. Thành phố này thuộc tỉnh Donetsk. Thành phố này có diện tích 105,8 km2, dân số theo điều tra dân số năm 2001 là 72346 người.